# Мухачов Яків Іванович
Я́ків Іва́нович Мухачо́в (1913—1981) — генерал-майор Радянської Армії, учасник німецько-радянської війни.

## Біографія
Яків Іванович Мухачов народився 17 жовтня 1913 року у селі Бараки (нині — Жовтневий район Костромської області). Закінчив сільську школу та гідротехнічне відділення лісового технікуму, після чого працював гідротехніком. У вересні 1935 був призваний на службу в Робітничо-селянську червону армію. 1937 року закінчив Київське артилерійське училище, після чого служив на командних посадах в артилерійських частинах. В 1941 закінчив командний факультет Військової артилерійської академії імені Ф. Е. Дзержинського.
З вересня 1941 — на фронтах німецько-радянської війни. Служив помічником, старшим помічником начальника штабу оперативної групи гвардійських мінометних частин 39 армії Калінінського фронту.
З липня 1942 командував групою спочатку з чотирьох, а потім з десяти дивізіонів. Пізніше служив начальником штабів низки мінометних з'єднань Калінінського та 1-го Прибалтійського фронтів.
З грудня 1943 — заступник командира зі стройової частини 326 гвардійського полку і одночасно в.о. командира 3-ї гвардійської мінометної бригади.
З квітня 1944 року до жовтня 1946 року — командир 75-го гвардійського мінометного Седлецького Червонопрапорного орденів Богдана Хмельницького, Кутузова та Олександра Невського полку.
Після закінчення війни продовжив службу у Радянській Армії. Служив на командних та штабних посадах у мінометних частинах Групи радянських окупаційних військ у Німеччині: з жовтня 1946 року — заступник командира 2-ї гвардійської мінометної бригади, з травня по жовтень 1947 року — начальник штабу 316-го гвардійського мінометного полку.
22 червня 1951 року Я. І. Мухачову було присвоєно військове звання полковник.
З середини 1950-х служив у частинах Ракетних військ стратегічного призначення Київського військового округу.
9 травня 1961 року присвоєно військове звання генерал-майор артилерії. З вересня того ж року очолював Київське танкове училище імені М. В. Фрунзе. Обирався депутатом Київської міськради.
У січні 1967 року був звільнений у запас. Проживав у Києві.
Помер 2 березня 1981 року, похований на Лук'янівському військовому цвинтарі Києва.
Був нагороджений чотирма орденами Червоного Прапора, орденами Суворова 3-го ступеня та Великої Вітчизняної війни 1-го ступеня, двома орденами Червоної Зірки та медалями.